# 新井大樹
新井 大樹（あらい ひろき、1979年5月12日 - ）は、日本の音楽プロデューサー、作曲家、編曲家、歌手、サウンドエンジニア、音楽ゲームの譜面師である。
別名義として「RED CARD GENIUS」「HIROKI ARAI」「猫大樹」を使うことがある。

## 人物
下積み時代にテレビ局、芸能事務所、レコード会社、ゲーム会社など7社を渡り歩く。
2003年 ヤマハ運営「プレイヤーズ王国」のxmasコンテスト2003リミックス部門で坂本龍一の「Merry Christmas, Mr. Lawrence」をリミックスし優秀賞を受賞。
2007年に音楽レーベルであるBIG TREE RECORDを設立。
独立後は「Lakky」「RED CARD GENIUS」「HIROKI ARAI」「新井大樹」などの名義を使い分けTVCMや企業をメインに楽曲提供している。
2008年から2009年に渡りコンピレーションCD「ELECTRONIS」シリーズをプロデュース。
2010年にCD「ハイテンションジブリ」をスタジオジブリ公認でプロデュースし大ヒットを記録した。
2011年に発売された「国道45号線/濱守栄子」（東日本大震災チャリティプロジェクトCD）をプロデュース。売上の一部を被災地へ義援金として寄付している。
2015年にタレント、歌手の猫体質と猫大樹（ねこひろき）結成し、音楽制作やイベントの司会をしている。
2017年にエイベックス・エンタテインメント株式会社（企画・運営）サウンド＆レコーディング・マガジン編集部（協力）で開催されたTM NETWORK「Get Wild」リミックスコンテスト・アワード(誰でも参加可)で「Get Wild Run through mix」が620の応募から「小室哲哉 賞」ノミネート作品（5作品）の中に選ばれている。
2018年以降、ジャパンアミューズメントエキスポ内で開催されたe-sports公式大会「KONAMI Arcade Championship」（jubeat部門）のMC、解説者として出演している。その際に、音楽ゲームの譜面師であることを公表しスタッフである事が判明された。
その他、BEMANIシリーズのゲーム譜面やサウンドエンジニアなどにも多く携わっており、同年8月4日にお台場で開催された「jubeat10周年大祭り!」の企画者と運営にも携わっている
Starving Trancerとのユニット「四十肩少年団」を結成。
2018年からSNS上でL'Arc-en-Ciel(ラルク アン シエル)などのプロデューサーでもある岡野ハジメと共作している事が多く発表されている。
2021年5月の時点で、BEMANIシリーズ（KONAMI）に本人楽曲、プロデュース関連による版権楽曲の入曲が100曲以上ある。
2022年12月以降の「Tokyo 7th シスターズ」のCDクレジット（MUSIC EXECUTIVE PRODUCERの欄）にローマ字で名前があったが同姓同名の可能性もあり一致が確定されなかった。しかし、ゲーム内クレジットに「音楽監修 新井大樹」とあり更にライブパンフレットや番組のクレジット欄の最後に「ミュージックエグゼクティブプロデューサー 新井大樹」とあり、SNSユーザーやファンの情報から確定された。その後、2024年2月18日の公式番組「ナナシス放送局Special」にミュージックエグゼクティブプロデューサーとしてゲスト出演。

## ディスコグラフィー

### アルバム
（新井大樹 名義）
- 「大樹侍活劇」（2019年1月30日発売）
  - 関門突破撃
  - 若干優勢
  - 戦略会議
  - いざ、再出陣 feat.Starving Trancer
  - 一致団結
  - 悲しみの制圧 feat.黒川雅文
  - 新たな幕締め feat.猫体質
  - 夕日を背に
- ハイテンションジブリ（2010年7月28日発売）
  - オープニング
  - となりのトトロ feat.sayurina
  - もののけ姫
  - カントリーロード feat.むんむ
  - 海の見える街
  - いのちの名前 feat.kumi
  - ねこバス
  - テルーの唄 feat.美保
  - アシタカセッ記
  - 君をのせて feat.sayurina
  - 風の谷のナウシカ feat.チロ
  - 風の通り道 feat.佐野隆
  - 崖の上のポニョ
- ハイテンションジブリ volume.2（2015年3月25日発売）
  - オープニング2
  - ルージュの伝言 feat.知桐京子
  - いつも何度でも
  - Arrietty's Song feat.KIMIK
  - さんぽ feat.濱守栄子
  - オバケやしき!
  - さよならの夏 feat.sayurina
  - ひとりぼっちはやめた
  - ナウシカレクイエム feat.美保
  - やさしさに包まれたなら feat.むんむ
  - 風になる feat.sayurina
  - 人生のメリーゴーランド feat.黄菜子
  - 時には昔の話を feat.kumi

- 天然記念惣（2011年12月発売iTunes store限定）
  - 新たな幕開け
  - 愛しき為の闘い
  - 広い大自然の中で
  - 奇跡の木漏れ日

- 特別天然記念惣（2012年9月24日発売）
  - 天然記念惣
  - エレキ◆トリック
  - バッキバキにヨロシク!
  - 時をかけるサムライ魂
  - 朝方まで君とダンシング
  - BPMに追いつかれた朝
  - ヒデユキラヴァーズ
  - 薔薇色の煉瓦通り
  - 平成の化学の進化
  - 眠れぬ森の少女
  - 夢見のタイムスリップ
  - 続・天然記念惣
  - 前橋はいつも38度
  - 燃えよ海人
  - 忘却に潜むお正月
  - ハイビスカスが咲く頃までに
  - ガラスの迷宮トリック
  - 決定的なテケテートランス
  - スライディングクリエーター
  - 最強花粉症
  - 駆け抜けるヤンチャ坊主
  - クマによく似た風景
  - サイケデリックコンニチワ
  - 気球よどこまでいきますか
  - バッドからのハッピーエンディング
  - 新たな幕開け(長尺仕様)
  - 愛しき為の闘い(長尺仕様)
  - 広い大自然の中で(長尺仕様)
  - 奇跡の木漏れ日(長尺仕様)
  - SWEET CUBE (新井大樹 mix)

- 天然記念感（2013年6月28日発売iTunes store限定）
  - 勇敢な髑髏
  - 超過決戦
  - 重要桜
  - 新たなる生命

（Lakky-world名義）
- High-Frequency Trance（2007年2月14日発売）
  - LAKKY BEAT ATTACK
  - SPACE LEVEL 1-8
  - ORCHESTRANCE JAPAN
  - MOUNTAIN SPIRITS
  - SAMURAI
  - LAKKY BEAT ATTACK(SECOND EDIT)
  - ANIMAL PLANET
  - 6600V
  - JAGUAR
  - LIVING MIRACLE-Good Luck To ALL The World!Ver.-

## 主な楽曲（提供）
（RED CARD GENIUS名義）
- アジアクロスカントリーラリー2008
  - 6600V (2009年1月26日発売DVD「アジアクロスカントリーラリー2008」）
- NTT DoCoMo
  - N904i ホームページ楽曲
- Sana（KONAMI）
  - Love holic -Love Syndrome MIX-（KONAMI♪MUSICフルより配信、2010年2月4日発売のアルバム「ボクをさがしに」に収録）
  - Prism heart -RED CARD GENIUS mix-（KONAMI♪MUSICフルより配信、2011年3月3日発売のコンピレーションアルバム

「KONAMI♪MUSICフルALBUM」に収録）
- 新谷さなえ（Sana)
  - White Wind -RED CARD GENIUS mix-（2012年4月25日発売の「mitochondria unlimited」に収録）
- オーロラ三人娘（えみる（ex.愛狂います。）とSARINO（ex.Annie's Black、ニンジャマンジャパン）のユニット
  - オムライス-RED CARD GENIUS mix-（2012年4月25日発売の「mitochondria unlimited」に収録）
- 桜井零士
  - irritation! -RED CARD GENIUS mix-（2011年6月28日発売のアルバム「スクランブルレイジ」に収録）
  - Eachway feat.S-Treat -RED CARD GENIUS mix-（2011年6月28日発売のアルバム「スクランブルレイジ」に収録）
- HAMA（濱守栄子）
  - SECOND RING(2009年1月28日発売のアルバム「Let's EAT!」に収録）
- ELECTRONICSシリーズ（avex trax）
  - for the shut In -LakkyEDIT-!!(2008年9月10日発売のアルバム「ELECTRONICS #01」に収録）
  - ELECTRO SPACE(2009年7月1日発売のアルバム「ELECTRONICS #02」に収録）

（Lakky名義）
- HAMA（濱守栄子）
  - サクラ、ヒトヒラ。(2009年1月28日発売のアルバム「Let's EAT!」に収録）
  - one For REAL!!(2009年1月28日発売のアルバム「Let's EAT!」に収録）
- ゆかりん
  - JAGUAR -Mixi Ver.-(2006年9月29日発売のアルバム「MIXIXIM 」に収録）
  - JAGUAR -BRILLIANT Ver.-（2007年3月16日発売のアルバム「BRILLIANT COLORS」に収録）
  - LIVING MIRACLE -Happy mix-（2009年7月1日発売のアルバム「ELECTRONICS #03」に収録）
- 桜井零士（KONAMI）
  - Time out!(2009年4月29日発売のアルバム「TIMELESS」に収録）
  - Time out! -Lakky vs mastertune Remix(mastertuneとの共作。2011年6月29日発売のアルバム「スクランブルレイジ」に収録）
- Lakky-world
  - 陽炎（元DEEN なかいたつまとのコラボ楽曲）（着うたフル限定。着信★うた♪ by HUDSONより配信）

（HIRO's ALLIANCE名義）
- EXIT TRANCE PRESENTS SPEED アニメトランス BEST 14（ポニーキャニオン）
  - SPELL（原曲フジテレビ系アニメ「NO.6」OPテーマ）

（HIROKI ARAI または「新井大樹」名義）
- Tokyo 7th シスターズ
  - Leukothea(2024年8月3日配信のアルバム「DIVE TO YOUR SKY!!」に収録）(アーティスト：OFF White アリナ・ライスト（CV:佐々木李子）)[19]
- jubeat festo Original Soundtrack（KONAMI）
  - 雨上がりの空に(2020年7月29日発売「jubeat festo Original Soundtrack」に収録）[20]
- Xceon（ポニーキャニオン）
  - 灼熱のユートピア-新井大樹Remix-Xceon feat.Mayumi Morinaga（原曲 歌：Mayumi Morinaga 作詞：ayataka 作曲：Xceon)
- 藍井エイル（ソニー・ミュージック）
  - 閃光前夜
- 猫好きさんの祭典イベント「にゃんだらけ Vol.5」BGM
  - にゃんだらけのテーマRemix（原曲 歌：猫体質 作詞：大島暁美 作曲：岡野ハジメ)
- CHERRY GIRLS PROJECT（ビクターエンタテインメント）[21]
  - ときMORE(2018年1月3日発売のシングル「ときMORE」に収録）
  - ジレンマの因果性(2018年8月1日発売のシングル「ジレンマの因果性」に収録）
- CHERIE GIRLS PROJECT
  - らぶリパ(2020年3月25日Girls Project公演 恵比寿LIQUIDROOMにて初披露)
- しんけん!!（DMM GAMES）
  - Ancestral Sin -塚大樹 mix-(配信限定）（原曲 歌：猫体質 作詞：塚原義弘 作曲：塚原義弘)
- ELECTRONICSシリーズ（avex trax）
  - 忍-SHINOBI-(2009年7月1日発売のアルバム「ELECTRONICS #02」に収録）
- 猫大樹（タレント、歌手「猫体質」とのユニット）(CATREE RECORD)
  - 猫大樹だよ!!-opening-(2016年8月12日発売のアルバム「神歌PARADE」に収録）
  - 夏休み is freedom!!(2016年8月12日発売のアルバム「神歌PARADE」に収録）
  - 男と女の言い合いのうた(2016年8月12日発売のアルバム「神歌PARADE」に収録）
  - 負けないよ・・・-Runners High-(2016年8月12日発売のアルバム「神歌PARADE」に収録）
  - 真夏の夜の蚊(2016年8月12日発売のアルバム「神歌PARADE」に収録）
  - マジパネェ!!(2016年8月12日発売のアルバム「神歌PARADE」に収録）
  - 制作現場での出来事(2016年8月12日発売のアルバム「神歌PARADE」に収録）
  - 猫大樹ですよ!!-opening-(2019年1月30日発売のアルバム「神歌PARADE2」に収録）
  - 男と女の再会物語(2019年1月30日発売のアルバム「神歌PARADE2」に収録）
  - Excellent everyday!(2019年1月30日発売のアルバム「神歌PARADE2」に収録）
  - Supermarket come on!!(2019年1月30日発売のアルバム「神歌PARADE2」に収録）
  - What?What?What?(2019年1月30日発売のアルバム「神歌PARADE2」に収録）
  - 健康管理-Runners High-(2019年1月30日発売のアルバム「神歌PARADE2」に収録）
  - ZERO gravity feat.でもにく(2019年1月30日発売のアルバム「神歌PARADE2」に収録）
  - Get over!!(2019年4月28日発売のシングル「Get over!!」に収録）
  - 六面の罠(2019年4月28日発売のシングル「Get over!!」に収録）
  - 抜刀(2018年5月6日発売のシングル「抜刀」に収録）
  - Selfish(2018年5月6日発売のシングル「抜刀」に収録）
  - 現世の彼方（2016年10月13日発売のシングル「現世の彼方/Bon courage!!」に収録）
  - Bon courage!!-ボンクハージュ-（2016年10月13日発売のシングル「現世の彼方/Bon courage!!」に収録）
  - Claidheamh Soluis-光の剣- feat.はるの（2017年5月7日発売のシングル「Claidheamh Soluis-光の剣- / Escape from…」に収録）
  - Escape from…（2017年5月7日発売のシングル「Claidheamh Soluis-光の剣- / Escape from…」に収録）
  - 悲しみの青(2017年10月24日発売のシングル「悲しみの青 / 君がいた証」に収録）
  - 君がいた証(2017年10月24日発売のシングル「悲しみの青 / 君がいた証」に収録）
  - 忍宝(2016年4月24日発売のアルバム「NH-STYLE 2」に収録）
  - Solitude＆Nightmare(2016年4月24日発売のアルバム「NH-STYLE 2」に収録）
  - 眼光(2016年4月24日発売のアルバム「NH-STYLE 2」に収録）
  - 厳冬記(2016年4月24日発売のアルバム「NH-STYLE 2」に収録）
  - JACK THE RIPPER feat.Iceon(2016年4月24日発売のアルバム「NH-STYLE 2」に収録）
  - 夜明け(2016年4月24日発売のアルバム「NH-STYLE 2」に収録）
  - マジパネェ!!(2016年4月24日発売のアルバム「NH-STYLE 2」に収録）
  - 盗宝(2015年10月18日発売のアルバム「NH-STYLE」に収録）
  - lunatic lover(2015年10月18日発売のアルバム「NH-STYLE」に収録）
  - 反撃(2015年10月18日発売のアルバム「NH-STYLE」に収録）
  - 我は紅葉なり(2015年10月18日発売のアルバム「NH-STYLE」に収録）
  - 絶息 feat.Iceon(2015年10月18日発売のアルバム「NH-STYLE」に収録）
  - Color to fly(2015年10月18日発売のアルバム「NH-STYLE」に収録）
  - 男と女の言い合いのうた(2015年10月18日発売のアルバム「NH-STYLE」に収録
  - にゃんだらけコレクション2018ファッションショーBGM（イベント：にゃんだらけ）
  - 美少女コンテストBGM（オスカープロモーション）
  - スーパーチャンプル（日本テレビ）
  - みんなDEどーもくん（NHK BS)
  - 番組BGM

## 「BEMANIシリーズ」提供楽曲
jubeat plus
- （ハイテンションジブリ pack）
  - となりのトトロ～feat.sayurina～（となりのトトロより）
  - もののけ姫（もののけ姫より）
  - 君をのせて～feat.sayurina（天空の城ラピュタより）
  - 風の通り道～feat.佐野隆（となりのトトロより）
- （ハイテンションジブリ pack2）
  - アシタカセッ記（もののけ姫より）
  - 海の見える街（魔女の宅急便より）
  - 風の谷のナウシカ（風の谷のナウシカより）
  - ねこバス（となりのトトロより）
- （ハイテンションジブリ pack3）
  - いつも何度でも（千と千尋の神隠しより）
  - さんぽ feat.濱守栄子（となりのトトロより）
  - 風になる feat.sayurina（猫の恩返しより）
  - 人生のメリーゴーランド feat.黄菜子（ハウルの動く城より）
- （ハイテンションジブリ pack4）
  - ルージュの伝言 feat.知桐京子（魔女の宅急便より）
  - オバケやしき!（となりのトトロより）
  - ナウシカレクイエム feat.美保（風の谷のナウシカより）
  - 時には昔の話を feat.kumi（紅の豚より）
- （新井大樹 pack）
  - 新たな幕開け
  - 愛しき為の闘い
  - 広い大自然の中で
  - 奇跡の木漏れ日
- （新井大樹 pack2）
  - 勇敢なる髑髏
  - 超過決戦
  - 重要桜
  - 新たなる生命
- （BTR祭 プレゼント楽曲）
  - 薔薇色の煉瓦通り
- （猫大樹 pack）※猫大樹名義
  - 男と女の言い合いのうた
  - 夏休み is freedom!!
  - 制作現場での出来事
  - 負けないよ・・・-Runners High-
- （猫大樹 東方アレンジ pack）※猫大樹名義
  - 反撃
  - 眼光
  - JACK THE RIPPER feat. Iceon
  - 厳冬記
- （猫大樹 東方アレンジ pack2）※猫大樹名義
  - 現世の彼方
  - Bon courage!!-ボンクハージュ-
  - 盗宝
  - Solitude & Nightmare

- （plazma pack） ※プロデュース作品
  - AUTOMAGIC（plazma）
  - SWEET CUBE（plazma）
  - CIGARETTE（plazma）
  - Aloe Dreams（plazma）
- （ELECTRONICS pack） ※プロデュース作品
  - 霰散 valentine（くーぼ）
  - Metropolitan Freeway（きっちゃん）
  - Oriental Breeze（PLAMATO）
  - Are U Ready!? Go!!（Mitchy Asal (feat.AMPlifler)）

- （BTR Variety pack） ※新井大樹がチョイスしたバラエティパックとして登場した
  - ホーリィ☆嫉妬（猫体質）
  - YAKYUKEN ODORI（RED CARD GENIUS）
  - 破天荒 DOLL（くーぼ）
  - コクリ隊☆エマージェンシー（埼玉コクリ隊）

jubeat knit
- となりのトトロ～feat.sayurina～
- 君をのせて～feat.sayurina

jubeat saucer
- 新たな幕開け

jubeat Qubell
- 勇敢な髑髏

（猫大樹名義）
- 男と女の言い合いのうた
- 夏休み is freedom!!
- 制作現場での出来事
- 負けないよ・・・-Runners High-
- 反撃
- 眼光
- JACK THE RIPPER feat.Iceon
- 厳冬記

jubeat clan
（猫大樹名義）
- 現世の彼方
- Claidheamh Soluis-光の剣- feat.はるの

jubeat festo
- 関門突破撃

（猫大樹名義）
- 雨上がりの空に

SOUND VOLTEX
(猫大樹 名義）
- Solitude＆Nightmare
- Claidheamh Soluis-光の剣- feat.はるの
- 盗宝
- 抜刀

REFLEC BEAT plus
- （ハイテンションジブリ PACK）
  - となりのトトロ～feat.sayurina～（となりのトトロより）
  - もののけ姫（もののけ姫より）
  - 君をのせて～feat.sayurina（天空の城ラピュタより）
  - 風の通り道～feat.佐野隆（となりのトトロより）
- （ハイテンションジブリ PACK2）
  - アシタカセッ記（もののけ姫より）
  - 海の見える街（魔女の宅急便より）
  - 風の谷のナウシカ（風の谷のナウシカより）
  - ねこバス（となりのトトロより）
- （新井大樹 PACK）
  - 新たな幕開け
  - 愛しき為の闘い
  - 広い大自然の中で
  - 奇跡の木漏れ日
- （新井大樹 PACK2）
  - 勇敢なる髑髏
  - 超過決戦
  - 重要桜
  - 新たなる生命
- （BTR祭 プレゼント楽曲）
  - 時をかけるサムライ魂
- （猫大樹 東方アレンジ pack）※猫大樹名義
  - 反撃
  - 眼光
  - JACK THE RIPPER feat. Iceon
  - 厳冬記

- （plazma PACK）※プロデュース作品
  - AUTOMAGIC（plazma）
  - SWEET CUBE（plazma）
  - CIGARETTE（plazma）
  - Aloe Dreams（plazma）
- （ELECTRONICS PACK） ※新井大樹プロデュース作品
  - 霰散 valentine（くーぼ）
  - Metropolitan Freeway（きっちゃん）
  - Oriental Breeze（PLAMATO）
  - Are U Ready!? Go!!（Mitchy Asal (feat.AMPlifler)）
- （BTR Variety PACK） ※新井大樹がチョイスしたバラエティパックとして登場した
  - ホーリィ☆嫉妬（猫体質）
  - YAKYUKEN ODORI（RED CARD GENIUS）
  - 破天荒 DOLL（くーぼ）
  - コクリ隊☆エマージェンシー（埼玉コクリ隊）

ポップンリズミン
- （ハイテンションジブリパック）
  - となりのトトロ～feat.sayurina～（となりのトトロより）
  - もののけ姫（もののけ姫より）
  - 君をのせて～feat.sayurina（天空の城ラピュタより）
  - 風の通り道～feat.佐野隆（となりのトトロより）

DanceDanceRevolution
- （plazma） ※プロデュース作品
  - AUTOMAGIC（plazma）
  - SWEET CUBE（plazma）
  - CIGARETTE（plazma）
  - Aloe Dreams（plazma）

## 音楽ゲーム用譜面、ゲーム用楽曲編集などを担当した主なアーティスト
- アイドリング!!!
- あいみょん
- 藍井エイル
- 加藤ミリヤ
- CAPSULE
- かめりあ
- 筋肉少女帯
- 工藤静香
- 剛力彩芽
- Kors k
- ゴールデンボンバー
- 私立恵比寿中学
- THE ALFEE
- TM NETWORK
- 猫大樹
- 水樹奈々
- →Pia-no-jaC←
- BEMANI Sound Team
- ヒルクライム
- 米津玄師
- LiSA
- Ryu☆

他多数

## 歌唱、声
- となりのトトロ feat.sayurina/新井大樹「ハイテンションジブリ」※コーラス
- 崖の上のポニョ/新井大樹「ハイテンションジブリ」
- さんぽ feat.濱守栄子/新井大樹「ハイテンションジブリ Volume.2」※デュエット
- 雨上がりの空に/猫大樹「KONAMI」※猫体質とのデュエット
- 灼熱のユートピア(新井大樹 Remix) / Xceon feat. Mayumi Morinaga/Xceon「冬椿」※コーラス、掛け声

- 上京娘/ななひら「Meltical sugar wave」※お父さん役（セリフ）
- Each way/S-Treat「Two heart」※コーラス
- one For REAL!!/HAMA「Let's EAT!」※コーラス、ラップ
- 森永製菓 「半熟ショコラ」CM
- Get Wild -Run through mix-「リミックスコンテスト 小室哲哉賞ノミネート作品」※コーラス、掛け声
- コクリ隊エマージェンシー/埼玉コクリ隊「クリエータマシイ」※コクリレッド役
- Prism heart -RED CARD GENIUS mix-/sana「KONAMI♪MUSICフルALBUM」※掛け声

- 猫大樹だよ!!-opening-/猫大樹「神歌PARADE」※猫体質とのデュエット
- 夏休み is freedom!!/猫大樹「神歌PARADE」※猫体質とのデュエット
- 男と女の言い合いのうた/猫大樹「神歌PARADE」※猫体質とのデュエット
- 負けないよ・・・-Runners High-/猫大樹「神歌PARADE」※猫体質とのデュエット
- 真夏の夜の蚊/猫大樹「神歌PARADE」※猫体質とのデュエット
- マジパネェ!!/猫大樹「神歌PARADE」※猫体質とのデュエット
- 制作現場での出来事/猫大樹「神歌PARADE」※猫体質とのデュエット
- 猫大樹ですよ!!-opening-/猫大樹「神歌PARADE2」
- 男と女の再会物語/猫大樹「神歌PARADE2」※猫体質とのデュエット
- Excellent everyday/猫大樹「神歌PARADE2」※猫体質とのデュエット
- Supermarket come on!!/猫大樹「神歌PARADE2」※猫体質とのデュエット
- What?What?What?/猫大樹「神歌PARADE2」※猫体質とのデュエット
- 健康管理 -Runners High-/猫大樹「神歌PARADE2」※猫体質とのデュエット
- ZERO gravity feat.でもにく/猫大樹「神歌PARADE2」※猫体質とのデュエット
- 猫大樹、待望の第三弾ですよ!!-opening-※猫体質とのデュエット
- わたしたちのハロウィンナイト※猫体質とのデュエット
- Chase game-過去の栄光-
- 優雅な休日-パスタいこう-※猫体質とのデュエット
- 学生生活’98※猫体質とのデュエット
- Beat runner※猫体質とのデュエット
- P & D※猫体質とのデュエット
- あたりまえというしあわせ※猫体質とのデュエット

（以下は同人CDによる歌唱参加）
- Don't give up/四十肩少年団「Don't give up」（同人CD）※Starving Trancerとのデュエット
- 盗宝/猫大樹 「NH-STYLE」※猫体質とのデュエット
- 反撃/猫大樹 「NH-STYLE」※猫体質とのデュエット
- 絶息 feat.Iceon/猫大樹 「NH-STYLE」※猫体質とのデュエット
- Color to fly/猫大樹 「NH-STYLE」※猫体質とのデュエット
- 忍宝/猫大樹「NH-STYLE 2」※猫体質とのデュエット
- Solitude＆Nightmare/猫大樹「NH-STYLE 2」※猫体質とのデュエット
- 眼光/猫大樹「NH-STYLE 2」※猫体質とのデュエット
- 厳冬記/猫大樹「NH-STYLE 2」※猫体質とのデュエット
- JACK THE RIPPER feat.Iceon/猫大樹「NH-STYLE 2」※猫体質とのデュエット
- 夜明け/猫大樹「NH-STYLE 2」※猫体質とのデュエット
- 現世の彼方/猫大樹 「現世の彼方 / Bon courage!!」※猫体質とのデュエット
- Bon courage!!/猫大樹 「現世の彼方/Bon courage!!」※猫体質とのデュエット
- Claidheamh Soluis-光の剣-「Claidheamh Soluis-光の剣- / Escape from…」※猫体質とのデュエット
- Escape from…-「Claidheamh Soluis-光の剣- / Escape from…」※猫体質とのデュエット
- 悲しみの青「悲しみの青 / 君がいた証」※猫体質とのデュエット
- 抜刀「抜刀 / Selfish」※猫体質とのデュエット
- Selfish「抜刀 / Selfish」※猫体質とのデュエット
- Get over!!「Get over!! / 六面の罠」※猫体質とのデュエット
- 六面の罠「Get over!! / 六面の罠」※猫体質とのデュエット

## 作詞
- 猫大樹だよ!!-opening-/猫大樹「神歌PARADE」
- 夏休み is freedom!!/猫大樹「神歌PARADE」※猫体質との合作
- 男と女の言い合いのうた/猫大樹「神歌PARADE」
- 負けないよ… -Runners High-/猫大樹「神歌PARADE」
- 真夏の夜の蚊/猫大樹「神歌PARADE」
- マジパネェ!!/猫大樹「神歌PARADE」
- 制作現場での出来事/猫大樹「神歌PARADE」
- 上京娘/ななひら「Meltical sugar wave」※猫体質、つけめんなさいPとの合作
- 猫大樹ですよ!!-opening-/猫大樹「神歌PARADE2」
- 男と女の再会物語/猫大樹「神歌PARADE2」
- Excellent everyday/猫大樹「神歌PARADE2」
- Supermarket come on!!/猫大樹「神歌PARADE2」
- What?What?What?/猫大樹「神歌PARADE2」
- 健康管理 -Runners High-/猫大樹「神歌PARADE2」
- 猫大樹、待望の第三弾ですよ!!-opening-「神歌PARADE3」
- わたしたちのハロウィンナイト「神歌PARADE3」
- Chase game-過去の栄光-「神歌PARADE3」
- 優雅な休日-パスタいこう-「神歌PARADE3」
- 学生生活’98「神歌PARADE3」
- Beat runne「神歌PARADE3」
- P & D「神歌PARADE3」
- あたりまえというしあわせ「神歌PARADE3」
- 六面の罠/猫大樹「Get over!! / 六面の罠
- 雨上がりの空に/猫大樹(KONAMI)(jubeat)
- 儚き恋の華 / BEMANI Sound Team "TAG" feat. 猫体質(KONAMI) (Beatmania IIDX)

## プロデュースCD、プロデュース作品
（EXECUTIVE PRODUCEDで記載されている作品)
- CD「ELECTRONICS #01」（2008年9月15日発売)
- CD「ELECTRONICS #02」（2009年7月1日発売）
- CD「ELECTRONICS #03」（2009年7月1日発売）
- CD「CREATAMACY」（2013年6月26日発売）
- S-Treat
  - ミニアルバム「Two heart」（2008年12月3日発売）
- HAMA
  - CD「Let's EAT!」(2009年1月28日発売）
  - シングルCD「夢色時間/キセキ」(2010年8月11日発売）
- T.K.K.（東北機械化学）(2009年3月25日発売）
  - CD「音響聴覚改正案」
- 桜井零士（KONAMI）
  - CD「TIMELESS」（2009年4月29日発売）
  - CD「AWAKE」（2009年12月30日発売）
  - CD「スクランブルレイジ」（2011年6月28日発売）
- plazma
  - CD「AUTOMAGIC」（2009年12月9日発売）
  - CD「CYCLONE」（2012年4月25日発売）
  - CD「SKYNET」（2015年3月25日発売）
  - CD「BEYOND」（2019年12月4日発売）
- Clamatone
  - CD「Ploof」（2011年11月16日発売）
- HIROKI ARAI
  - CD「ハイテンションジブリ」（2010年7月28日発売）
  - CD「ハイテンションジブリ Volume.2」（2015年3月25日発売）
  - iTunes store限定「天然記念惣」（2011年12月発売）
  - CD「特別天然記念惣」（2012年9月24日発売）
- MAGENTA（ハドソン・ミュージックエンタテインメント ）
  - CD「PLUS」（2010年8月18日発売）
  - iTunes store限定「天然記念感」（2013年6月発売）
- RED CARD GENIUS
  - CD「mitochondria unlimited」（2012年4月25日発売）
- Club.3(エイベックス)
  - CD「クラブドットスリー」（2012年7月25日発売）
- 濱守栄子
  - CD「国道45号線」（東日本大震災チャリティプロジェクトCD）（2011年8月3日発売）
  - CD「わたまち」（東日本大震災チャリティプロジェクトCD）（2012年11月7日発売）
  - CD「遠い空の上で・・・」（2016年3月16日発売）
  - CD「My Route -Eiko Hamamori Best-」（2020年11月11日発売）
- くーぼ
  - CD「阿波STRIKE」（2017年4月5日発売）
- 猫大樹
  - CD「神歌PARADE」（2016年8月12日発売）
  - CD「神歌PARADE2」（2019年1月30日発売）
  - CD「神歌PARADE3」（2023年5月17日発売）

（MUSIC EXECUTIVE PRODUCERで記載されている作品)
Tokyo 7th シスターズ
- 桂木カヅミ CD「恋セヨ乙女」CV:立花理香（2021年12月14日発売）
- 七花少女 CD「秋の空とこころ　コスモス」CV:宝木久美、ルウティン、高野麻里佳、稲川英里、藤井アユ美、桜木アミサ、森千早都  （2021年12月14日発売）
- Le☆S☆Ca CD「恋をして」CV:井上ほの花、飯塚麻結、植田ひかる（2021年12月14日発売）
- Ci+LUS CD「Don! Kan! Boy」CV:山崎エリイ、田中美海（2022年5月24日発売）
- CASQUETTE'S CD「HOLY QUEEN」CV:末柄里恵、優木かな、大地葉、齋藤綾（2022年5月24日発売）
- ジェダ・ダイヤモンド CD「Striking Diamond」CV:伊波杏樹（2022年5月24日発売）
- SEASON OF LOVE CD「陽だまりの世界地図」CV:北奈つき、山岡ゆり、高岸美里亜、桑原由気（2022年6月28日発売）
- Stella MiNE CD「Be Your Light」CV:天希かのん、天野聡美（2022年6月28日発売）
- 4U CD「Daze forU!! / Funny☆Clutch」CV:長縄まりあ、吉岡茉祐、山下まみ（2022年7月19日発売）
- Asterline CD「Starlight☆Asterism!!! / Reach for the Meteor」CV:天希かのん、星ノ谷しずく、山田麻莉奈（2022年8月23日発売）
- Roots. CD「New Age」CV:天野聡美、橘一花、長谷川玲奈（2022年9月13日発売）
- KARAKURI CDアルバム「Re:SONANCE」CV:秋奈 (2022年9月20日発売）
- 逝橋エイ CD「悠久の輪廻」CV:M・A・O(2022年10月25日発売）
- 七咲ニコル、春日部ハル、奈々星アイ CD「Along the way」CV:水瀬いのり、篠田みなみ、天希かのん(2022年11月16日発売)
- WITCH NUMBER  4 CD「Wanna Be♡」CV:篠田みなみ、加隈亜衣、中島唯、井澤詩織(2022年12月27日発売)
- RiPoP 1st single「ゴチャメチャ×ワンダーランド」CV:小茅楓、七海こころ(2023年2月7日発売)
- Stella MiNE 3rd single 「Protostar」CV:天希かのん、天野聡美(2023年3月4日発売)
- Stella MiNE 4th single 「Endless Moment」CV:天希かのん、天野聡美(2023年3月4日発売)
- Stella MiNE 5th single 「We Are Stars」CV:天希かのん、天野聡美(2023年3月4日発売)
- Asterline 3rd single 「Magic hour」CV:天希かのん、星ノ谷しずく、山田麻莉奈(2023年3月4日発売)
- Asterline 4th single 「SERENDIPITY」CV:天希かのん、星ノ谷しずく、山田麻莉奈(2023年3月4日発売)
- Asterline 5th single 「Time Machine」CV:天希かのん、星ノ谷しずく、山田麻莉奈(2023年3月4日発売)
- Roots. 3rd single 「Hidden Stages」CV:天野聡美、橘一花、長谷川玲奈(2023年3月4日発売)
- Roots. 4th single 「Find Me」CV:天野聡美、橘一花、長谷川玲奈(2023年3月4日発売)
- RiPoP 2nd single 「ライフ・イズ・サーカス」CV:小茅楓、七海こころ(2023年3月4日発売)
- Le☆S☆Ca 2nd Mini Album 「グローイング」CV:井上ほの花、飯塚麻結、植田ひかる(2023年4月20日発売)
- Asterline 6th single 「O.YA.SU.MI Good night」CV:天希かのん、星ノ谷しずく、山田麻莉奈(2023年6月27日発売)
- The QUEEN of PURPLE 1st Mini Album『Live and let "Live"』CV:野村麻衣子、広瀬ゆうき、山本彩乃、巽悠衣子(2023年7月25日発売)
- Roots. 5th single 「Wildflower」CV:天野聡美、橘一花、長谷川玲奈(2023年8月29日発売)
- WITCH NUMBER 4 6th single 「Tokimeki♡Soda」CV:篠田みなみ、加隈亜衣、中島唯、井澤詩織(2023年11月28日発売)
- RiPoP 3rd single 「キュート・アラモード」CV:小茅楓、七海こころ(2023年12月12日発売)
- Roots. 6th single 「XOXO PAiN」CV:天野聡美、橘一花、長谷川玲奈(2023年12月26日発売)
- Asterline 7th single 「ミライノート」CV:天希かのん、星ノ谷しずく、山田麻莉奈(2023年12月28日発売)
- RiPoP 4th single 「わがままSwing Cutest!」CV:小茅楓、七海こころ(2023年12月30日発売)
- Stella MiNE 6th single「Startrail」CV:天希かのん、天野聡美(2024年1月1日発売)
- Roots. 7th single 「Mellow Melodies」CV:天野聡美、橘一花、長谷川玲奈(2024年1月3日発売)
- Asterline 8th single 「TSUBOMI et cetera」CV:天希かのん、星ノ谷しずく、山田麻莉奈(2024年1月5日発売)
- OFF White 1st single 「Whiteout」CV:佐々木李子(2024年2月27日発売)
- コドモ連合 2nd single 「ドギマギクッキング」CV:北奈つき、山岡ゆり(2024年5月21日発売)
- NI＋CORA 5th single「Give me time!」CV:高田憂希、大西沙織(2024年6月4日発売)
- NI＋CORA 6th single「Crescendo」CV:高田憂希、大西沙織(2024年6月4日発売)
- OFF White 2nd single 「白昼夢」CV:佐々木李子(2024年6月25日発売)
- Asterline 9th single「Contrail~for the Summer~」CV:天希かのん、星ノ谷しずく、山田麻莉奈(2024年7月2日発売)
- Roots. 8th single「Link Wink」CV:天野聡美、橘一花、長谷川玲奈(2024年7月9日発売)
- RiPoP 5th single「Dreamy-Go-Round」CV:小茅楓、七海こころ(2024年7月16日発売)
- サンボンリボン 5th single「ネオンテトラ」CV:中村桜、高井舞香、桑原由気(2024年7月23日発売)
- 4U 16th single「Rockin' On!」CV:長縄まりあ、吉岡茉祐、山下まみ（2024年8月20日発売）
- Ci+LUS 6th single「Wrappin’ Love」CV:山崎エリイ、田中美海（2024年9月17日発売）
- はる☆ジカ(ちいさな) 3rd single「くるくる☆CYCLE!!」CV:篠田みなみ、高井舞香（2024年10月29日発売）
- ジェダ・ダイヤモンド 2nd single「ROLE」CV:伊波杏樹（2024年11月12日発売）
- Stella MiNE 7th single「Ever since」CV:天希かのん、天野聡美(2024年12月10日発売)
- OFF White 3rd single「Leukothea」CV:佐々木李子(2024年12月24日発売)

## その他(サウンドエンジニア、一部楽器での参加作品)
（公表している作品）
- 儚き恋の華 / Beatmania IIDX(KONAMI)レコーディングエンジニアで参加[22]
- チュッチュマチュピチュ / DANCERUSH_STARDOM(KONAMI)レコーディングエンジニアで参加
- ソードアート・オンライン オルタナティブ ガンゲイル（TVアニメ）アシスタントマニュピレーターで参加[23]
- 冬椿 / Starving Trancer（2018年2月7日ポニーキャニオンより発売）楽器で参加[24]
- Revenant / Mary's Blood（2018年4月18日徳間ジャパンより発売）ミックスエンジニアで参加[25]
- CHERRY GIRLS PROJECT（ビクターエンタテインメント）ミックス、マスタリングエンジニアで参加[26]
- Tokyo 7th シスターズ　(THREE SEVEN RECORDS)ミックス、マスタリングエンジニアで参加[18]

他、携わった作品数3000以上（本人公式Twitterより）